# سيلينة ناعمة
السيلينة الناعمة (باللاتينية: Silene sedoides) نوع نباتي يتبع جنس السيلينة من الفصيلة القرنفلية.

## الموئل والانتشار
موطنها بلاد الشام والمغرب العربي ومعظم مناطق حوض المتوسط.